# Песчаный (Тбилисский район)
Песчаный — хутор в Тбилисском районе Краснодарского края.
Административный центр Песчаного сельского поселения.
Население — около 1080 жителей (2008).

## География

### Улицы
| - ул. Гагарина, - ул. Горького, - ул. Зелёная, - ул. Красная, - ул. Мира, - ул. Молодёжная, - ул. Октябрьская, | - ул. Первомайская, - ул. Советская, - ул. Степная, - ул. Строительная, - ул. Упорная, - ул. Юбилейная. |

## Социальная сфера
В хуторе имеется средняя школа, которой в 2011 году исполнилось 45 лет.

## Население
| 2002 | 2010  |
| ---- | ----- |
| 1117 | ↘1035 |